# Цзянсу (футбольний клуб)
ФК «Цзянсу» (кит.: 江苏足球俱乐部) — китайський футбольний клуб з міста Нанкін. Створений у 1958 році під назвою «Команда провінції Цзянсу». 28 лютого 2021 року припинив своє існування.

## Історія

### Назви клубу
- 1958—1993 Команда провінції Цзянсу (江苏省代表队)
- 1994—1995 Цзянсу Мейнт (江苏迈特)
- 1995 ФК Цзянсу (江苏队)
- 1996—2000 Цзянсу Цзяцзя (江苏加佳)
- 2000—2015 Цзянсу Сайнті (江苏舜天)
- 2015—2021 Цзянсу Сунін  (江苏苏宁)
- 2021 ФК Цзянсу (江苏足球俱乐部)

## Титули
- Чемпіон Китаю: 2020
- Віце-чемпіон Китаю: 2012, 2016
- Володар Кубка Китаю: 2015
- Володар Суперкубка Китаю: 2013

## Відомі гравці
- Сунь Ган
- Тан Цзин
- Ден Чжосян
- У Пинфен
- Сергій Кривець
- Алекс Тейшейра
- Рамірес